# Robert French (diputado inglés)

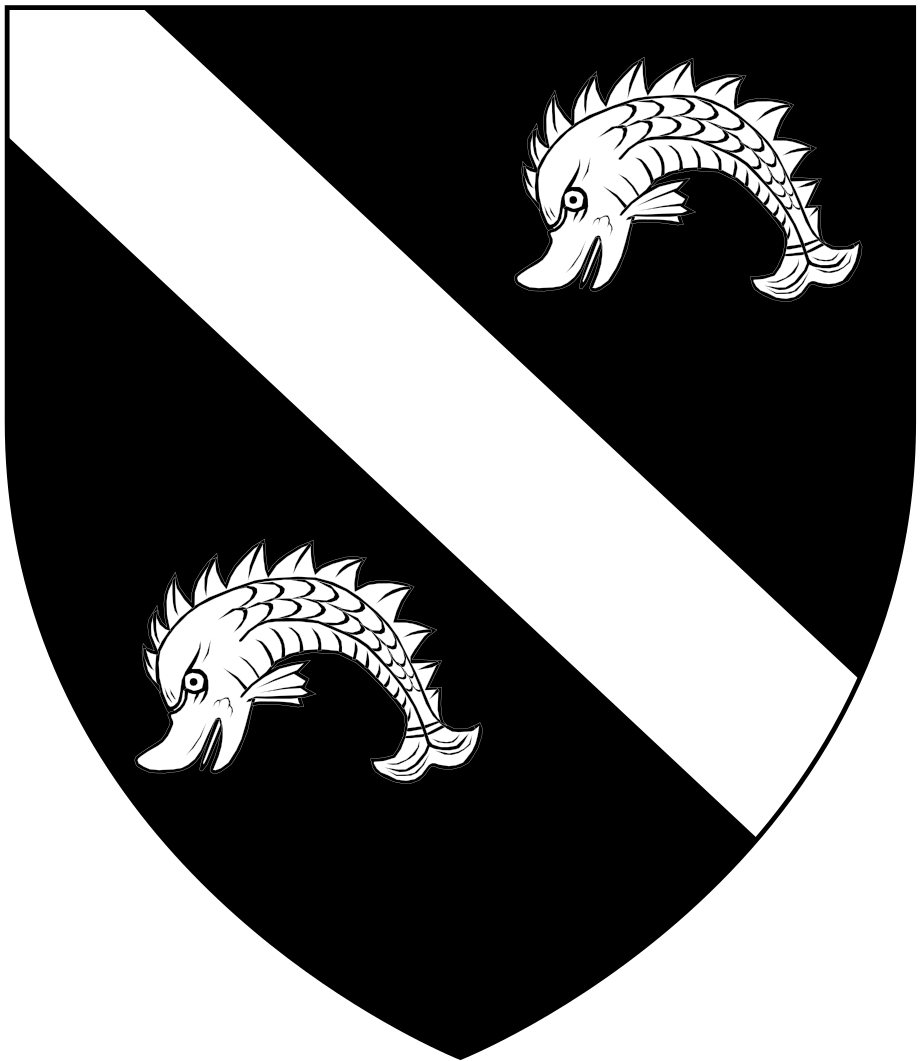
Blasón de French: En sable, una banda entre dos delfines al natural.

Robert French (fl. 1377–1386) de Totnes, Devon, fue un político inglés, formó parte de la comisión de "Oyer and terminer"
Fue miembro (MP) del Parlamento de Inglaterra por Totnes en enero de 1377, noviembre de 1384, 1385 y 1386.Se casó con Anne Winard, hija y heredera de Robert Winard de Sharpham en la parroquia de Ashprington en Devon.

## Vida

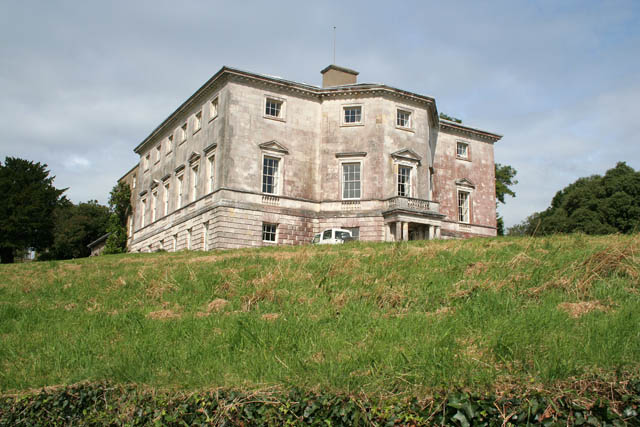
Mansión Sharpham

Robert French era un abogado y desde 1373 se le encuentra actuando en los tribunales centrales en Westminster en nombre de clientes de Devonshire, asociándose con destacados hombres de ley como el mayordomo del Lord Bryan, John Prescott, y el registrador de Exeter, Thomas Raymond. Esta experiencia le fue útil cuando él mismo presidió los tribunales en Totnes como mayordomo del señor del burgo, William, Lord Zouche. Adquirió la mansión de Sharpham a través de su matrimonio, ubicada a unas dos millas de Totnes. Además, la familia poseía propiedades en Chudleigh y Stokenham.
En 1388, se vio involucrado en un incidente violento con ciertos monjes, por lo que fue arrestado por orden del conde de Devon y posteriormente condenado por el Consejo del Rey a realizar penitencia. A pesar de esto, continuó siendo respetado y activo en asuntos legales y administrativos en Devon, siendo nombrado escheator real de Devon en 1402 durante tres años consecutivos.
También se le encomendó la gestión de bienes de otras personas y recibió legados personales, mostrando así su estatus y reputación en la comunidad local. Su última mención conocida es en 1411, cuando fue nombrado en una comisión legal.En febrero de 1410, el obispo Stafford de Exeter le concedió una licencia para elegir un confesor, y posiblemente su última mención sea al año siguiente, cuando fue nombrado para una comisión de Oyer and terminer.